# Algatocín
 Algatocín est une commune de la province de Malaga dans la communauté autonome d'Andalousie en Espagne.

## Démographie
Évolution démographique d'Algatocín depuis 1991
Source: INE

## Administration
| Législature | Nom du Maire                   | Parti Politique |
| ----------- | ------------------------------ | --------------- |
| 1979 - 1983 | D. José Calvente Villalta      | PSOE            |
| 1983 - 1987 | D. Francisco Jiménez Moreno    | PSOE            |
| 1987 - 1991 | D. Francisco Jiménez Moreno    | PSOE            |
| 1991 - 1995 | D. Francisco Jiménez Moreno    | PSOE            |
| 1995 - 1999 | D. Francisco Jiménez Moreno    | PSOE            |
| 1999 - 2003 | D. Francisco Jiménez Moreno    | PSOE            |
| 2003 - 2007 | D. Francisco Jiménez Moreno    | PSOE            |
| 2007 - 2011 | D. Benito Carrillo Martínez    | PA              |
| 2011 - 2015 | D. Benito Carrillo Martínez    | PA              |
| 2015 -      | D. José Manuel López Gutiérrez | PP              |